# París-Roubaix 1982
La 80.ª París-Roubaix se celebró el 18 de abril de 1982 y fue ganada por el neerlandés Jan Raas en solitario por delante de un terceto perseguidor que llegó a 16". La prueba constó de 270 km llegando el ganador en un tiempo de 7h 21' 50".

## Clasificación final
| Posición | Ciclista           | Equipo                    | Tiempo     |
| -------- | ------------------ | ------------------------- | ---------- |
| 1.       | Jan Raas           | TI-Raleigh-Campagnolo     | 7h 21' 50" |
| 2.       | Yvon Bertin        | Coop-Mercier-Mavic        | + 16"      |
| 3.       | Gregor Braun       | Capri Sonne-Eddy Merckx   | m.t.       |
| 4.       | Stefan Mutter      | Puch-Eorotex              | m.t.       |
| 5.       | Eddy Planckaert    | Splendor-Wickes Bouwmarkt | + 37"      |
| 6.       | Roger De Vlaeminck | DAF Trucks-TeVe Blad      | m.t.       |
| 7.       | Marc Sergeant      | Boule d'Or-Colnago        | m.t.       |
| 8.       | Ludo Peeters       | TI-Raleigh-Campagnolo     | m.t.       |
| 9.       | Bernard Hinault    | Renault-Elf-Gitane        | m.t.       |
| 10.      | Francesco Moser    | Famcucine-Campagnolo      | + 1' 37"   |